# Helianthus
Helianthus és un gènere de plantes amb flors de la família de les asteràcies. Consta de 52 espècies i diverses subespècies totes elles originàries de nord-amèrica.

## Taxonomia
- Helianthus agrestis : Southeastern Sunflower
- Helianthus angustifolius : Swamp Sunflower
- Helianthus annuus : Gira-sol comú
- Helianthus anomalus : Western Sunflower
- Helianthus argophyllus : Silverleaf Sunflower
- Helianthus arizonensis : Arizona Sunflower
- Helianthus atrorubens
- Helianthus bolanderi : Serpentine Sunflower
- Helianthus californicus : California Sunflower
- Helianthus carnosus : Lakeside Sunflower
- Helianthus ciliaris : Texas Blueweed
- Helianthus cinereus
- Helianthus couplandii : Prairie Sunflower
- Helianthus cusickii : Cusick's Sunflower

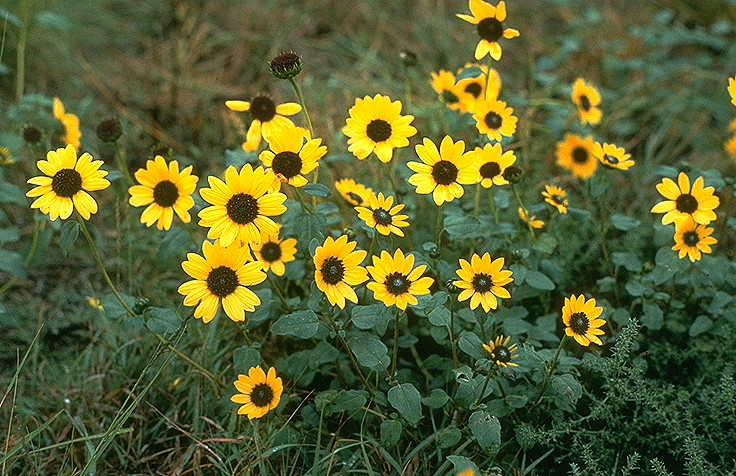
Prairie Sunflower (Helianthus petiolaris)

- Helianthus debilis : Cucumberleaf Sunflower
  - Helianthus debilis ssp. cucumerifolius : Cucumberleaf Sunflower
  - Helianthus debelis ssp. debilis : Beach Sunflower, Dune Sunflower
  - Helianthus debilis ssp. silvestris : Cucumberleaf Sunflower
  - Helianthus debilis ssp. tardiflorus : Cucumberleaf Sunflower
  - Helianthus debilis ssp. vestitus : Cucumberleaf Sunflower
- Helianthus decapetalus : Thinleaf Sunflower
- Helianthus deserticola
- Helianthus divaricatus : Woodland Sunflower
- Helianthus eggertii : Eggert's Sunflower
- Helianthus floridanus : Florida Sunflower
- Helianthus giganteus
- Helianthus glaucophyllus : Whiteleaf Sunflower
- Helianthus gracilentus : Slender Sunflower
- Helianthus grosseserratus: Sawtooth Sunflower
- Helianthus heterophyllus : Variableleaf Sunflower
- Helianthus hirsutus
- Helianthus laciniatus : Alkali Sunflower
- Helianthus laetiflorus
- Helianthus laevigatus : Smooth Sunflower
- Helianthus longifolius : Longleaf Sunflower

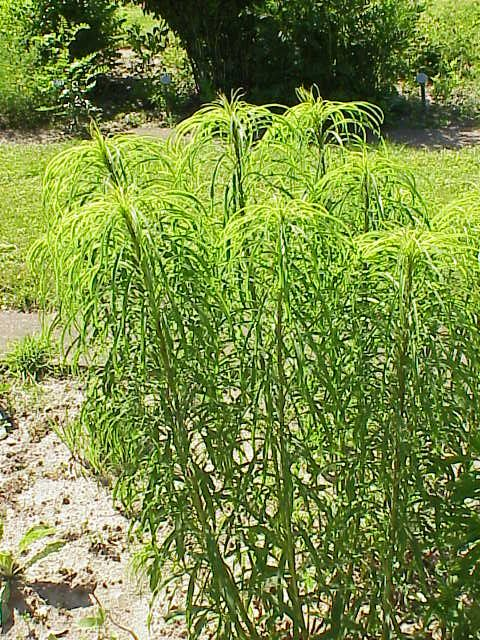
Willowleaf Sunflower (Helianthus salicifolius)

- Helianthus maximiliani : Maximillian Sunflower
- Helianthus microcephalus : Small Woodland Sunflower
- Helianthus mollis : Downy Sunflower, Ashy Sunflower
- Helianthus multiflorus
- Helianthus neglectus : Neglected Sunflower
- Helianthus niveus
  - Helianthus niveus ssp. canescens : Showy Sunflower
  - Helianthus niveus ssp. tephrodes : Algodones Sunflower
- Helianthus nuttallii
  - Helianthus nuttallii ssp. nuttallii : Nuttall's Sunflower
  - Helianthus nuttallii ssp. parishii : Parish's Sunflower
  - Helianthus nuttallii ssp. rydbergii : Rydberg's Sunflower
- Helianthus occidentalis : Fewleaf Sunflower
  - Helianthus occidentalis ssp. occidentalis : Fewleaf Sunflower
  - Helianthus occidentalis ssp. plantagineus : Fewleaf Sunflower
- Helianthus paradoxus : Paradox Sunflower
- Helianthus pauciflorus
  - Helianthus pauciflorus ssp. pauciflorus : Stiff Sunflower
  - Helianthus pauciflorus ssp. subrhomboideus : Stiff Sunflower
- Helianthus petiolaris
  - Helianthus petiolaris ssp. fallax : Prairie Sunflower
  - Helianthus petiolaris ssp. petiolaris: Prairie Sunflower
- Helianthus porteri : Porter's Sunflower
- Helianthus praecox
  - Helianthus praecox ssp. hirtus : Texas Sunflower
  - Helianthus praecox ssp. praecox : Texas Sunflower
  - Helianthus praecox ssp. runyonii : Runyon's Sunflower

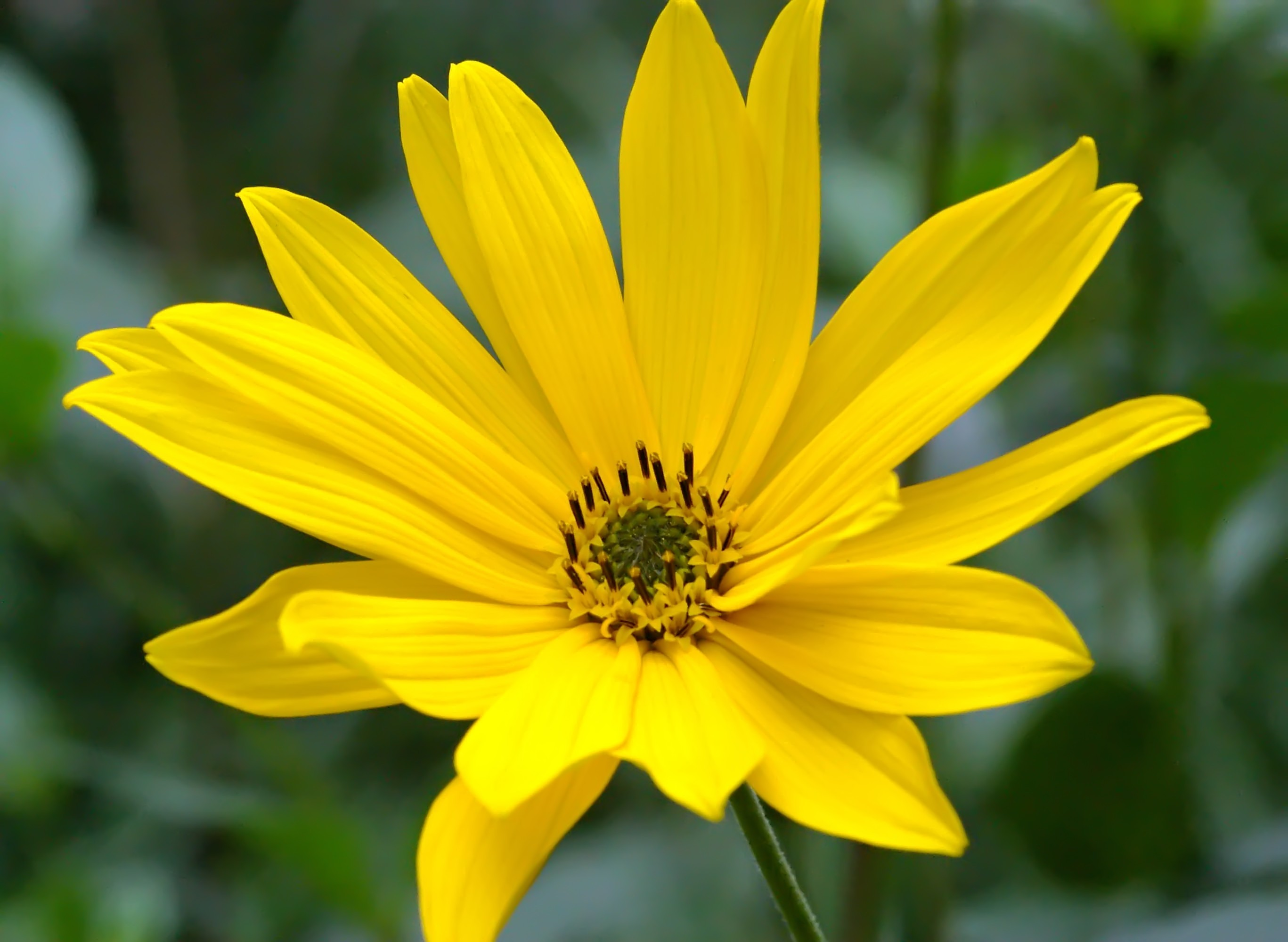
Jerusalem Artichoke (Helianthus tuberosus)

- Helianthus praetermissus : New Mexico Sunflower
- Helianthus pumilus : Little Sunflower
- Helianthus radula : Rayless Sunflower
- Helianthus resinosus : Resindot Sunflower
- Helianthus salicifolius : Willowleaf Sunflower
- Helianthus schweinitzii : Schweinitz's Sunflower
- Helianthus silphioides : Rosinweed Sunflower
- Helianthus simulans : Muck Sunflower
- Helianthus smithii : Smith's Sunflower
- Helianthus strumosus : Paleleaf Woodland Sunflower
- Helianthus tuberosus : Nyàmera